# Montigny-les-Monts
Montigny-les-Monts é uma comuna francesa na região administrativa de Grande Leste, no departamento de Aube. Estende-se por uma área de 14,63 km². Em 2010 a comuna tinha 260 habitantes (densidade: 17,8 hab./km²).